# Buono!ライブツアー2010 〜We are Buono!〜
『Buono!ライブツアー2010 〜We are Buono!〜』（ボーノライブツアー2010 ウィーアーボーノ）はBuono!の2作目のライブビデオ。2010年5月19日発売。発売元はポニーキャニオン。

## 概要
2010年2月21日にZepp Tokyoにて行われた「Buono!ライブツアー2010 〜We are Buono!〜」を収録した。

## 収録内容

### Disc 1
1. One Way=My Way
2. Our Songs
3. みんなだいすき
4. Café Buono!
5. 紅茶の美味しい店
6. うらはら
7. Blue-Sky-Blue
8. ガチンコでいこう!
9. マイラブ
10. We are Buono!〜Buono!のテーマ♡
11. ロッタラ ロッタラ
12. Independent Girl〜独立女子であるために
13. カタオモイ。
14. Bravo☆Bravo
15. ロックの神様
16. 泣き虫少年
17. れでぃぱんさぁ
18. 恋愛♥ライダー
19. ワープ!
20. Kiss!Kiss!Kiss!
21. タビダチの歌
22. We are Buono!〜Buono!のテーマ♡

### Disc 2
1. バビブベボのバ美の巻
2. ぶりっ子キャラ疑惑?の巻
3. オチまで考えよう!の巻
4. 体で表現しようの巻
5. ハプニング発生の巻
6. ワカメ体操の巻
7. ソーメンパラダイスの巻
8. ハプニング再びの巻
9. お蔵入りの巻

特典映像
- - Document from Back Stage（on 21 Feb 2010）